# Paradoneis spinifera
Paradoneis spinifera är en ringmaskart som först beskrevs av Edward Hobson 1972.  Paradoneis spinifera ingår i släktet Paradoneis och familjen Paraonidae. Inga underarter finns listade i Catalogue of Life.